# Gösta Berlin
Karl Johan Gösta Berlin, född 20 juli 1898 i Danderyd, död 18 januari 1952 i Västerås (skriven i Maria Magdalena församling, Stockholm), var en svensk musiker och kapellmästare.
Berlin var under 1930-talet andre kapellmästare på Oscarsteatern i Stockholm. Han var kapellmästare vid Gustaf Werners turnésällskap då han avled i Västerås inför säsongspremiären av operetten Filmdrottningen.
Berlin är begravd på Norra begravningsplatsen utanför Stockholm. Han var under en period på 1930-talet gift med skådespelaren Ragna Broo-Juter. 

## Filmmusik
- 1932 – Svärmor kommer